# Kevin McDaid
Kevin McDaid (sinh ngày 7 tháng 3 năm 1984, tại Nigeria) đã được nuôi dưỡng tại Newcastle, Anh. Anh được biết đến như là thành viên của ban nhạc V đã tan rã tại Anh, mà anh đã tham gia vào năm 2003 cùng với bốn chàng trai khác.

## Sự nghiệp
Ban nhạc V đã đạt được thành công và có ba lần lọt vào các bảng xếp hạng trong năm 2004. Nhóm tan rã vào tháng 2 năm 2005, chưa đầy một năm sau khi phát hành đĩa đơn đầu tiên.
McDaid hiện là một nhiếp ảnh gia chuyên nghiệp trong đó bao gồm chụp ảnh cho các album của Westlife là Where We Are và Gravity, được phát hành vào năm 2009 và 2010. Anh cũng đã từng làm việc cùng với các nghệ sĩ và người mẫu khác, tiêu biểu trong số đó là Lee Ryan, Jedward và Alphabeat.

## Cuộc sống riêng
McDaid đã không được sự chú ý của công chúng trong thời gian dài. Tuy nhiên, tháng 8 năm 2005 anh được Mark Feehily thành viên của ban nhạc Westlife công bố trong tờ báo The Sun là người bạn trai lâu năm mình. Họ bắt đầu hẹn hò từ tháng 1 năm 2005. Họ đã đính hôn vào ngày 28 tháng 1 năm 2010, tin tức được xác nhận bởi Feehily qua Twitter. Cặp đôi sở hữu 2 chú chó đặt tên Saffy và Nullah.
Tháng 12 năm 2007, McDaid đã xuất hiện cùng Feehily trên bìa tạp chí Attitude.
Ngày 31 tháng 12 năm 2011, Feehily công bố trên Twitter rằng cặp đôi đã chia tay sau bảy năm bên nhau.